# Ruski hokejski hram slavnih
Ruski hokejski hram slavnih, ki je bil ustanovljen leta 1948, vsebuje najboljše sovjetske (do 1992) in ruske (od 1993) hokejiste. (Glej tudi seznam ruskih hokejistov na ledu)

## A
- Boris Afanasijev (1948)
- Maksim Afinogenov (2002)
- Venjamin Aleksandrov (1963)
- Aleksander Almetov (1963)
- Vjačeslav Anisin (1973)
- Konstantin Astrahancev (1993)
- Vitalij Atjušov (2010)

## B
- Jevgenij Babič (1953)
- Sergej Babinov (1979)
- Helmut Balderis (1978)
- Konstantin Barulin (2012)
- Sergej Bautin (1992)
- Zinetula Biljaletdinov (1978)
- Jevgenij Birjukov (2012)
- Viktor Blinov (1968)
- Jurij Blinov (1972)
- Vsevolod Bobrov (1948)
- Igor Boldin (1992)
- Nikolaj Borščevski (1992)
- Vladimir Brežnjev (1965)
- Sergej Brilin (2003)
- Ilja Brizgalov (2002)
- Pavel Bure (1990)
- Valerij Bure (1998)
- Vjačeslav Bucajev (1992)
- Ilja Bjakin (1988)
- Mihail Bičkov (1954)
- Vjačeslav Bikov (1983)

## C
- Viktor Ciplakov (1969)
- Jurij Cicinov (1991)
- Genadij Cigankov (1972)

## Č
- Aleksander Černih (1988)
- Arkadij Černišov (1948)

## D
- Pavel Dacjuk (2002, 2012)
- Vitalij Davidov (1963)
- Jevgenij Davidov (1990)
- Denis Denisov (2012)
- Igor Dimitrijev (1974)
- Nikolaj Drozdecki (1981)

## F
- Vjačeslav Fetisov (1978)
- Anatolij Firsov (1964)
- Jurij Fjodorov (1978)
- Sergej Fjodorov (1998)
- Valerij Fomenkov (1995)
- Dimitrij Frolov (1993)

## G
- Aleksander Gerasimov (1984)
- Irek Gimajev (1982)
- Vladimir Golikov (1978)
- Aleksander Golikov (1978)
- Sergej Gončar (1998)
- Konstantin Gorovikov (2009)
- Denis Grebeškov (2009)
- Jevgenij Grošev (1991)
- Aleksej Gurišev (1954)
- Aleksej Gusarov (1988)
- Aleksander Gusev (1973)
- Genadij Gusev (1967)
- Sergej Gusev (2002)

## H
- Nikolaj Habibulin (2002)
- Valerij Harlamov (1969)
- Nikolaj Hlistov (1954)
- Jurij Hmiljov (1992)
- Andrej Homutov (1982)

## I
- Edvard Ivanov (1963)

## J
- Aleksander Jakušev (1970)
- Viktor Jakušev (1963)
- Aleksej Jašin (1993)
- Sergej Jašin (1988)
- Aleksej Jemelin (2012)
- Aleksander Jerjomenko (2009)
- Anatolij Jonov (1965)
- Vladimir Jurzinov (1963)
- Dimitrij Juškevič (1992)

## K
- Valerij Kamenski (1988)
- Jan Kaminski (1993)
- Sergej Kapustin (1975)
- Valerij Karpov (1993)
- Aleksander Karpovcev (1993)
- Aleksej Kasatonov (1981)
- Darius Kasparaitis (1992)
- Jevgenij Ketov (2012)
- Denis Kokarev (2012)
- Aleksander Komarov (1954)
- Viktor Konovalenko (1963)
- Vladimir Konstantinov (1989)
- Konstantin Kornejev (2009)
- Pavel Korotkov (1952)
- Vasilij Košečkin (2010)
- Andrej Kovalenko (1992)
- Aleksej Kovalev (1992)
- Ilja Kovaljčuk (2002)
- Vladimir Kovin (1984)
- Aleksander Koževnikov (1982)
- Igor Kravčuk (1988)
- Sergej Krivokrasov (1998)
- Vladimir Krutov (1981)
- Jurij Krilov (1954)
- Alfred Kučevski (1954)
- Anton Kurnajev (2009)
- Valentin Kuzin (1954)
- Viktor Kuzkin (1963)
- Jevgenij Kuznecov (2012)
- Oleg Kvaša (2002)

## L
- Igor Larjonov (1982)
- Jurij Lebedev (1974)
- Julij Leonov (2005)
- Konstantin Loktev (1964)
- Andrej Lomakin (1988)
- Vladimir Lutčenko (1970)
- Jurij Ljapkin (1973)

## M
- Jevgenij Majorov (1963)
- Boris Majorov (1963)
- Nikolaj Makarov (1981)
- Sergej Makarov (1979)
- Vladimir Malahov (1990)
- Aleksander Malcev (1969)
- Jevgenij Malkin (2012)
- Andrej Markov (2009)
- Daniil Markov (2005)
- Aleksander Martinjuk (1973)
- Jevgenij Medvedjev (2012)
- Boris Mihajlov (1969)
- Maksim Mihajlovski (1993)
- Sergej Milnikov (1985)
- Boris Mironov (1998)
- Dimitrij Mironov (1992)
- Jevgenij Mišakov (1968)
- Vladimir Miškin (1979)
- Grigorij Mkrtičan (1951)
- Aleksander Mogilni (1988)
- Jurij Mojsejev (1968)
- Aleksej Morozov (1998)
- Jurij Morozov (1970)
- Sergej Mozjakin (2009)

## N
- Jevgenij Nabokov (2009)
- Sergej Nemčinov (1990)
- Nikita Nikitin (2012)
- Valerij Nikitin (1967)
- Ilja Nikulin (2009)
- Andrej Nikolišin (1993)

## O
- Aleksander Ovečkin (2009)

## P
- Jevgenij Paladjev (1969)
- Jurij Pantjuhov (1956)
- Jurij Paramoškin (1991)
- Aleksander Paškov (1978)
- Aleksander Perežogin (2011)
- Vasilij Pervuhin (1978)
- Boris Petelin (1954)
- Sergej Petrenko (1992)
- Vladimir Petrov (1969)
- Stanislav Petuhov (1963)
- Jegor Podomacki (2002)
- Viktor Polupanov (1967)
- Aleksander Popov (2012)
- Vitalij Prohorov (1992)
- Viktor Prjažnikov (1991)
- Vitalij Proškov (2009)
- Nikolaj Pučkov (1954)
- Sergej Puškov (1993)

## R
- Aleksander Radulov (2009)
- Aleksander Ragulin (1963)
- Jevgenij Rjasenski (2012)
- Igor Romiševski (1968)

## S
- Sergej Samsonov (2002)
- Andrej Sapožnjikov (1993)
- Aleksander Semak (1990)
- Oleg Saprikin (2010)
- Aleksander Sidelnikov (1976)
- Genrih Sidorenkov (1956)
- Aleksander Sjomin (2009)
- Aleksander Skvorcov (1981)
- Aleksander Smirnov (1993)
- Nikolaj Sologubov (1956)
- Maksim Sokolov (2002)
- Sergej Sorokin (1993)
- Sergej Starikov (1983)
- Vjačeslav Staršinov (1963)
- Igor Stelnov (1984)
- Aleksander Svitov (2012)
- Sergej Svetlov (1988)

## Š
- Vladimir Šadrin (1971)
- Sergej Šendeljev (1993)
- Mihail Štalenkov (1992)
- Viktor Šalimov (1975)
- Jurij Šatalov (1974)
- Sergej Šepeljev (1981)
- Oleg Ševcov (1998)
- Valerij Širjajev (1989)
- Sergej Širokov (2012)
- Viktor Šistov (2002)
- Viktor Šuvalov (1953)

## T
- Anatolij Tarasov (1949)
- Aleksej Tereščenko (2009)
- Viktor Tihonov (1978)
- German Titov (1993)
- Andrej Trefilov (1992)
- Ivan Tregubov (1956)
- Vladislav Tretjak (1971)
- Viktor Tjumenev (1982)
- Fjodor Tjutin (2009)
- Oleg Tverdovski (2002)

## U
- Dimitrij Ukolov (1954)
- Aleksander Uvarov (1954)

## V
- Igor Varicki (1993)
- Semjon Varlamov (2012)
- Mihail Varnakov (1985)
- Mihail Vasiljev (1983)
- Valerij Vasiljev (1973)
- Vladimir Vikulov (1967)
- Vitalij Višnjevski (2009)
- Leonid Volkov (1964)
- Jurij Volkov (1963)
- Dimitrij Vorobjev (2009)

## Z
- Boris Zajcev (1964)
- Oleg Zajcev (1966)
- Boris Zapriagajev (1954)
- Danis Zaripov (2009)
- Valerij Zelepukin (1998)
- Jevgenij Zimin (1968)
- Viktor Zinger (1967)
- Sergej Zinovjev (2009)
- Sergej Zubov (1992)
- Vladimir Zubkov (1983)
- Andrej Zujev (1993)

## Ž
- Aleksej Žamnov (1992)
- Pavel Žiburtovič (1953)
- Aleksej Žitnik (1992)
- Viktor Žluktov (1978)